# Lars Tunbjörk
Lars Erland Tunbjörk, född 15 februari 1956 i Borås, död 8 april 2015 i Stockholm, var en svensk fotograf. Tunbjörks fotobok och utställning Landet utom sig från 1993 gjorde hans humoristiska och surrealistiska bilder av det svenska samhället kända för en bredare publik.

## Bakgrund[4]
Lars Tunbjörk började som femtonåring fotografera för Borås Tidning 1971. År 1977 gjorde han värnplikt på tidningen Värnpliktsnytt som fotograf. Därefter flyttade han till Stockholm, där han etablerade sig som frilansfotograf. Under 1970- och 1980-talen var Aftonbladet, Stockholms-Tidningen, Linjeflygs tidning Upp och Ner och tidningen Vi viktiga uppdragsgivare. Ett reportageuppdrag för Upp och Ner 1988 utvecklade sig till boken Landet utom sig, vilken väckte stor uppmärksamhet när den kom 1993 och gjorde Tunbjörk till en av Sveriges mer kända fotografer. Tunbjörk finns representerad vid bland annat Göteborgs konstmuseum och Moderna museet.
Tunbjörk var sammanboende med dokumentärfilmaren Maud Nycander, som han samarbetade yrkesmässigt med vid flera tillfällen.

## Utmärkelser[4]
- 1982 Årets Fotograf, utsedd av Pressfotografernas Klubb
- 1989 Fotografiska Museets Vänners Gullers-stipendium
- 2008 Scanpix stora fotopris[8] för bildsviten Vinter

## Utställningar[4]
Lars Tunbjörk hade mer än 40 separatutställningar sedan 1989. Ett axplock:
- 1993 Hasselblad center, Göteborg
- 1994 Nordiska museet, Stockholm
- 1995 International Center of Photography (Midtown), New York, USA
- 1998 Fotografisk Center, Köpenhamn, Danmark
- 1999 Galerie Vu, Paris, Frankrike
- 2002 Arbetets museum, Norrköping
- 2002 Kulturhuset, Stockholm
- 2002 ’’Home’’, Hasselblad Center, Göteborg
- 2004 Moskva Fotobiennal, Ryssland
- 2004 ’’Hembygd’’, Borås konstmuseum
- 2007 Open Eye Gallery, Liverpool, Storbritannien
- 2007 ’’Winter/Home’’, Moderna Museet
- 2011 ’’L.A Office, Shop, Wunderbaum’’, Skellefteå Konsthall

## Lars Tunbjörks Stiftelse
Lars Tunbjörks Stiftelse bildades under våren 2016 och har som sitt främsta syfte att ”ekonomiskt och på andra sätt stödja bevarandet, vårdandet och tillgängliggörandet av Lars Tunbjörks fotografiska och konstnärliga arv.”

## Lars Tunbjörkpriset
Efter Lars Tunbjörks bortgång instiftades Lars Tunbjörkpriset i samarbete mellan Tore G Wärenstam Stiftelse och Lars Tunbjörks Stiftelse, till minne av Lars Tunbjörk. Priset på 25 000 kronor ska gå till en fotograf som verkar i Lars Tunbjörks anda. I utmärkelsen ingår även en separatutställning på Abecita konstmuseum i Borås. Det första priset delades ut hösten 2016 till Julia Lindemalm. Bland pristagarna märks  Åsa Sjöström och Pieter ten Hoopen.